# Býčkovice
Býčkovice település Csehországban, a Litoměřicei járásban. Býčkovice Křešice, Trnovany, Liběšice és Ploskovice településekkel határos. Lakosainak száma 305 fő (2024. január 1.).

## Népesség
A település lakosságának változását az alábbi diagram mutatja:
| Lakosok száma | 697  | 652  | 620  | 413  | 303  | 282  | 291  | 298  | 309  | 305  |
|               | 1869 | 1890 | 1921 | 1950 | 1980 | 2001 | 2017 | 2019 | 2022 | 2024 |